# L'Art invisible
L'Art invisible (Understanding Comics) est un essai sur la bande dessinée réalisé lui-même sous forme de bande dessinée, par l'auteur américain de comics Scott McCloud en 1993.

## Analyse
Les neuf chapitres sont intitulés :
1. Pour savoir de quoi l'on parle
2. Le vocabulaire
3. Du sang dans le caniveau
4. Le temps en case
5. Une vie dans la ligne
6. Montrer et dire
7. Les six étapes
8. Un mot à propos de la couleur
9. Mise au point

### Définition de la bande dessinée
Scott McCloud passe en revue les bandes dessinées américaines, européennes et japonaises en cherchant des sources égyptiennes, mayas, médiévales pour approfondir le concept d'art séquentiel.
L'ouvrage débute avec une discussion autour du concept de littératie visuelle et une histoire de la narration dans les médias visuels.
McCloud mentionne, parmi d'autres précurseurs de la narration graphique, la Tapisserie de Bayeux, comme antécédent des bandes dessinées.
Le concept de l'ellipse, l'enchaînement entre deux cases (les américains le nomment gouttière) qui va permettre de créer de la progression de temps et de mouvement.

### Montrer et dire
Dans le chapitre 6, l'auteur modélise l'espace couvert par la bande dessinée par un triangle décrivant deux axes :
- Suivant l'axe horizontal, McCloud positionne à gauche la ressemblance, c'est-à-dire la représentation réaliste, et à droite la signification, c'est-à-dire le fond du message.

- L'axe vertical ajoute le niveau pictural.

### Définition de l'art
L'auteur finit son exposé en présentant sa définition de l'art, qu'il décompose en six couches :
1. l'idée/le but
2. la forme
3. l'idiome
4. la structure
5. la technique
6. l'apparence

## Prix et distinctions
En 1994, McCloud remporte un prix Eisner et trois prix Harvey.
La version suédoise reçoit le prix Urhunden du meilleur album étranger en 1996, et la version françaises le prix de la critique de l'ACBD en 2000. Il est également nommé pour l'Alph'Art du meilleur album étranger au Festival d'Angoulême 2000.[réf. souhaitée]

## Suites
McCloud écrit ensuite deux autres essais sous la même forme, Réinventer la bande dessinée (Reinventing Comics, 2000) et Faire de la bande dessinée (Making Comics), publiés respectivement en 2000 et 2006 et traduits en français en 2002 et 2007.

## Éditions
- Understanding Comics. The Invisible Art, Kitchen Sink Press, 1992.
- L'Art invisible, Vertige Graphic, 1999.  (ISBN 2-908981-41-6)